# 범서지지온천워터피아
범서지지온천워터피아(Beomseo JiJi Hot Spring Waterpia)는 울산광역시 울주군 범서읍 중리에 위치한 워터피아 겸 온천이다.

## 상세
범서읍 지지마을 쪽에 위치한 온천이자 워터피아이며, 야외에 워터피아가, 실내에 온천이 갖추어져 있다. 야외에 위치한 워터피아에는 워터파크 시설도 여러 개 갖추고 있다.
옛날 이곳 사람들이 이곳 근처에 있던 골짜기인 지장물탕골에 찾아가서 머리에서부터 물을 맞으면 질병 없는 건강을 유지 할 수 있고 모든 병이 나았다는 이야기가 전해진다. 이 지장물탕골의 효능과 모습을 그대로 재현하는 온천을 설립한다는 취지로 범서온천이 개발되었고, 오늘날 워터피아로 신축하여 운영 중이다.